# グルコン酸-2-デヒドロゲナーゼ
グルコン酸-2-デヒドロゲナーゼ（gluconate 2-dehydrogenase）は、ペントースリン酸経路に関与する酵素の一つで、次の化学反応を触媒する酸化還元酵素である。
D-グルコン酸 + NADP+ {\displaystyle \rightleftharpoons } 2-デヒドロ-D-グルコン酸 + NADPH + H+
すなわち、この酵素の基質はD-グルコン酸とNADP+、生成物は2-デヒドロ-D-グルコン酸とNADPHとH+である。
組織名はD-gluconate:NADP+ oxidoreductaseで、別名に2-keto-D-gluconate reductase, 2-ketogluconate reductaseがある。